# Америка де Калі
«Корпорасьйо́н Депорті́ва Аме́рика» (ісп. «Corporación Deportiva América») або «Аме́рика де Калі́» (ісп. «América de Cali») — колумбійський футбольний клуб з Калі. Заснований 13 лютого 1927 року.

## Досягнення
- Чемпіон Колумбії (14): 1979, 1982, 1983, 1984, 1985, 1986, 1990, 1992, 1997, 2000, 2001, 2002 А, 2008 Ф, 2019 Ф
- Фіналіст Кубка Колумбії (1): 2024